# The Flash (serie de televisión de 2014)
The Flash es una serie de televisión estadounidense de superhéroes desarrollada por Greg Berlanti, Andrew Kreisberg y Geoff Johns, que se emite en The CW en Estados Unidos. Está basada en el personaje de DC Comics Barry Allen / Flash, un superhéroe disfrazado que lucha contra el crimen con el poder de moverse a velocidades sobrehumanas. Es una serie derivada de Arrow, que existe en el mismo universo ficticio. La serie sigue a Barry Allen, interpretado por Grant Gustin, un investigador de escenas del crimen que obtiene velocidad sobrehumana, que usa para luchar contra criminales, incluidos otros que también han adquirido habilidades sobrehumanas. Otros miembros del elenco de larga data han incluido a Candice Patton, Danielle Panabaker, Carlos Valdés, Tom Cavanagh y Jesse L. Martin. 
Un piloto de puerta trasera, la recepción positiva que recibió Gustin durante sus dos apariciones como Barry en Arrow llevó a los ejecutivos a elegir desarrollar un piloto completo para utilizar un presupuesto más amplio y ayudar a desarrollar el mundo de Barry con más detalle. La serie se filmó principalmente en Vancouver, Columbia Británica, Canadá.
The Flash se estrenó en Norteamérica el 7 de octubre de 2014, donde el piloto se convirtió en el segundo estreno más visto en la historia de The CW, después de The Vampire Diaries en 2009. Ha sido bien recibida por la crítica y el público, y ganó el premio People's Choice por «Nuevo drama de televisión favorito» en 2014. La serie, junto con Arrow, ha lanzado personajes para su propio programa, Legends of Tomorrow, que se estrenó el 21 de enero de 2016. En marzo de 2022, la serie fue renovada para una novena y última temporada, que se estrenó el 8 de febrero de 2023. La serie finalizó el 24 de mayo de 2023.

## Resumen de la serie
La primera temporada sigue al investigador de escenas del crimen Barry Allen, que obtiene velocidad sobrehumana después de la explosión del acelerador de partículas de STAR Labs que usa para combatir el crimen y atrapar a otros metahumanos en Ciudad Central como Flash, un superhéroe enmascarado. Barry persigue al asesino de su madre, Eobard Thawne, y finalmente descubre que su mentor Harrison Wells es Eobard disfrazado. Al final de la temporada, el antepasado de Eobard, Eddie, se sacrifica para borrar a Eobard de la existencia, pero abre una singularidad en el proceso. En la segunda temporada, la singularidad trae al velocista Zoom de un universo paralelo, que busca eliminar a todos los demás velocistas del multiverso. Después de que Zoom mata al padre de Barry, Barry derrota a Zoom y viaja en el tiempo para salvar la vida de su madre.
En la tercera temporada, al cambiar su pasado, Barry crea la línea de tiempo alternativa «Flashpoint». Él restaura la línea de tiempo, pero provoca la aparición de Savitar, un velocista que guarda rencor contra Barry. Cuando Barry viaja accidentalmente al futuro y ve a Iris West siendo asesinada por Savitar, se desespera por cambiar el futuro para evitar que eso suceda. Después de salvar a Iris y derrotar a Savitar, Barry toma su lugar en la Fuerza de la Velocidad. En la cuarta temporada, el Equipo Flash recupera con éxito a Barry de la Fuerza de la Velocidad, pero en el proceso libera materia oscura, convirtiendo a una docena de personas en un autobús urbano en metahumanos, ideados por Clifford DeVoe, un adversario con la mente más rápida. Después de la derrota de DeVoe, el equipo es visitado por la hija del futuro de Barry e Iris, Nora West-Allen.
Durante la quinta temporada, el equipo descubre que la presencia de Nora ha alterado la línea de tiempo y desencadenó a Cicada, un asesino en serie empeñado en matar metahumanos. Eventualmente también se enteran de su lealtad con Eobard, quien orquestó la llegada de Nora y Cicada. Barry y Nora logran someter a Eobard, pero se ven obligados a dejarlo ir y Nora se borra de la línea de tiempo. En la sexta temporada, Barry e Iris se enteran de que la fecha de la crisis en la que Barry desaparece se ha movido hasta diciembre de 2019, y que para salvar miles de millones de vidas, Flash debe morir. Mientras tanto, Ramsey Rosso ha descubierto una forma de curar a las personas a través de la materia oscura, solo para convertirse en un metahumano con una sed de sangre violenta (Llamado Bloodwork). Además, Eva McCulloch descubre las habilidades del Mirrorverse, producto de la explosión del acelerador de partículas; ella se convierte en una villana reemplazando a todas las personas por espejos, y mientras tanto Iris West-Allen, Kamilla Hwang y David Singh estuvieron atrapados ahí, y con la ayuda de Flash, todas las personas que estaban atrapadas en el Mirrorverse, son liberadas por Eva, gracias a Flash e Iris.
Una semana después del ataque de Eva, en la séptima temporada, Iris revivió la Fuerza de la Velocidad, sin saberlo, cuatro rayos de diferentes colores, dando a entender que los colores pertenecen a tres fuerzas; Psych, Fuerza y Still Force. Nora, que ha regresado de la Fuerza de la Velocidad, planea matar a las tres fuerzas, pero Iris y Joe discuten con Barry para que puedan demostrar que no son malos padres. Entonces, Nora, Psych, Still Force y Fuerza se reconcilian para expandir la Fuerza de la Velocidad. Por otro lado, llegan los clones de Godspeed, que presuntamente buscarían al verdadero August Heart, y Flash planea reencontrar con su viejo archienemigo, Eobard Thawne. Flash y Reverse-Flash pelean contra el verdadero Godspeed, pero lo incapacita y hace un intento fallido contra la vida de Flash antes de escapar. En la octava temporada, seis meses después de la guerra de Godspeed, llegó una gran guerra importante para Flash, provocando ciertas consecuencias y problemas tanto como a los aliados como enemigos. A esta guerra se le apodó "Armaggedon". Sin embargo, hubo cambios después de la guerra. Primero, Jay Garrick sigue vivo y su esposa, Joan Williams, borrada de la línea de tiempo (aunque después vuelve a aparecer en los últimos capítulos). Segundo, vuelve Ronnie Raymond, pero no es "Firestorm" sino es "Deathstorm". Tercero, Frost se sacrifica después de la derrota con Deathstorm. Y cuarto, Eobard Thawne se transforma en un nuevo avatar.
En la última temporada, una semana luego del ataque de Central City por Reverse-Flash Negative, Barry Allen está sometido a otra derrota con otro villano y sus secuaces (The Rogues & Red Death). Después, Iris West-Allen está embarazada. Caitlin Snow se transforma como Khione producto del malfuncionamiento de la cámara de resurreción creada por Mark Blaine y mientras tanto, la posesión del cristal azul se intensifica. Eddie Thawne toma el cristal y se transforma en Cobalt Blue. Revive a los enemigos derrotados por Flash, y los vuelve a derrotar una vez más. Eddie destruye el cristal e Iris West-Allen da el parto y nace Nora West-Allen. Harrison Wells vuelve y el equipo Flash logra con éxito la transformación de Khione a Caitlin Snow. Finalmente, Flash elige a uno de los aliados y lanza un rayo a toda Central City para ser los nuevos velocistas; finalizando así la serie.
| Temporada | Temporada | Episodios | Episodios | Emisión original        | Emisión original    |
| Temporada | Temporada | Episodios | Episodios | Primera emisión         | Última emisión      |
| --------- | --------- | --------- | --------- | ----------------------- | ------------------- |
|           | 1         | 23        | 23        | 7 de octubre de 2014    | 19 de mayo de 2015  |
|           | 2         | 23        | 23        | 6 de octubre de 2015    | 24 de mayo de 2016  |
|           | 3         | 23        | 23        | 4 de octubre de 2016    | 23 de mayo de 2017  |
|           | 4         | 23        | 23        | 10 de octubre de 2017   | 22 de mayo de 2018  |
|           | 5         | 22        | 22        | 9 de octubre de 2018    | 14 de mayo de 2019  |
|           | 6         | 19        | 19        | 8 de octubre de 2019    | 12 de mayo de 2020  |
|           | 7         | 18        | 18        | 2 de marzo de 2021      | 20 de julio de 2021 |
|           | 8         | 20        | 20        | 16 de noviembre de 2021 | 29 de junio de 2022 |
|           | 9         | 13        | 13        | 8 de febrero de 2023    | 24 de mayo de 2023  |

## Elenco y personajes
| Personaje                                    | Interpretado por       | Temporadas | Temporadas | Temporadas | Temporadas | Temporadas | Temporadas | Temporadas | Temporadas | Temporadas |
| Personaje                                    | Interpretado por       | 1          | 2          | 3          | 4          | 5          | 6          | 7          | 8          | 9          |
| -------------------------------------------- | ---------------------- | ---------- | ---------- | ---------- | ---------- | ---------- | ---------- | ---------- | ---------- | ---------- |
| Barry Allen / Flash                          | Grant Gustin           | Principal  | Principal  | Principal  | Principal  | Principal  | Principal  | Principal  | Principal  | Principal  |
| Iris West-Allen                              | Candice Patton         | Principal  | Principal  | Principal  | Principal  | Principal  | Principal  | Principal  | Principal  | Principal  |
| Caitlin Snow / Killer Frost / Frost / Khione | Danielle Panabaker     | Principal  | Principal  | Principal  | Principal  | Principal  | Principal  | Principal  | Principal  | Principal  |
| Eddie Thawne                                 | Rick Cosnett           | Principal  | Invitado   | Invitado   |            |            |            |            | Invitado   | Recurrente |
| Cisco Ramon / Vibe                           | Carlos Valdés          | Principal  | Principal  | Principal  | Principal  | Principal  | Principal  | Principal  |            |            |
| Eobard Thawne / Reverse-Flash                | Tom Cavanagh           | Principal  | Invitado   |            | Invitado   | Principal  | Recurrente | Invitado   | Recurrente | Invitado   |
| Harrison Wells                               | Tom Cavanagh           | Principal  | Principal  | Principal  | Principal  | Principal  | Principal  | Principal  |            | Invitado   |
| Joe West                                     | Jesse L. Martin        | Principal  | Principal  | Principal  | Principal  | Principal  | Principal  | Principal  | Principal  | Recurrente |
| Wally West / Kid Flash                       | Keiynan Lonsdale       |            | Principal  | Principal  | Principal  | Invitado   | Invitado   |            |            | Invitado   |
| Julian Albert / Doctor Alchemy               | Tom Felton             |            |            | Principal  |            |            |            |            |            |            |
| Clifford DeVoe / Thinker                     | Neil Sandilands        |            |            |            | Principal  |            |            |            |            |            |
| Ralph Dibny / Elongated Man                  | Hartley Sawyer         |            |            |            | Recurrente | Principal  | Principal  | Doble      |            |            |
| Cecile Horton / Virtue                       | Danielle Nicolet       | Invitada   |            | Recurrente | Recurrente | Principal  | Principal  | Principal  | Principal  | Principal  |
| Nora West-Allen / XS                         | Jessica Parker Kennedy |            |            |            | Recurrente | Principal  |            | Recurrente | Recurrente | Invitada   |
| Orlin Dwyer / Cicada                         | Chris Klein            |            |            |            |            | Principal  |            |            |            |            |
| Mar Novu / Monitor                           | LaMonica Garrett       |            |            |            |            | Invitado   | Principal  |            |            |            |
| Eva McCulloch                                | Efrat Dor              |            |            |            |            |            | Principal  | Principal  |            |            |
| Allegra Garcia                               | Kayla Compton          |            |            |            |            |            | Recurrente | Principal  | Principal  | Principal  |
| Chester P. Runk                              | Brandon McKnight       |            |            |            |            |            | Recurrente | Principal  | Principal  | Principal  |
| Mark Blaine / Chillblaine                    | Jon Cor                |            |            |            |            |            |            | Recurrente | Recurrente | Principal  |

## Desarrollo

### Producción
El 30 de julio de 2013 se anunció que los cocreadores de Arrow, Greg Berlanti y Andrew Kreisberg, David Nutter quien dirigió el piloto de esta y Geoff Johns desarrollarían una serie de televisión basada en Flash para The CW, estando centrada en la historia de Barry Allen. Tras el anuncio se reveló que Allen aparecería como personaje recurrente en dos episodios de la segunda temporada de Arrow, todos escritos por Berlanti, Kreisberg y Johns, estos corresponderían al ocho y nueve en donde se presentaría como un hombre común y se contaría parte de su historia para posteriormente usar el episodio 20 como capítulo piloto de su propia serie, Kreisberg enfatizó en que la presentación de sus poderes y la reacción a estos serían muy realistas y humanos además confirmó que usaría el tradicional traje rojo y que "nada de trajes extraños, ni nombres en código, será Flash".
En noviembre de 2013 se comunicó la decisión de finalmente no usar el episodio 20 de la segunda temporada de Arrow como piloto para la serie de Flash, sino que se optaría por hacer uno independiente completamente centrado en el personaje, esto le daría oportunidad al equipo creativo de formar mejor la historia, sin tener que incluir personajes de Arrow y con un presupuesto mayor. La decisión fue tomada después que los directivos de The CW vieran el material de los dos episodios centrados en el personaje, causándoles muy buena impresión. El piloto aún sería escrito por Berlanti, Kreisberg y Johns además de ser dirigido por Nutter, sirviendo los mismos como productores ejecutivos a excepción de Johns, con Sarah Schechter cumpliendo las labores de coproductora ejecutiva. La serie aún se ligaría a Arrow ya que fue ahí en donde Barry Allen fue introducido. El 27 de enero de 2014 se anunció que en el mes de marzo se comenzaría a rodar The Flash en Vancouver, misma ciudad en donde se filma Arrow. El 29 de enero se ordenó oficialmente la realización del episodio piloto. El 28 de febrero fue revelada la primera imagen de la apariencia del traje, este fue diseñado por la tres veces ganadora del Óscar, Colleen Atwood, a la vez se confirmó la utilización del tradicional vestuario rojo por parte del héroe. El rodaje del episodio piloto dio inicio del 2 de marzo finalizando el 25 de ese mismo mes. El 8 de mayo The CW comunicó que había seleccionado el piloto de The Flash para desarrollar una serie de televisión, haciéndose oficial la realización de la primera temporada.
El 11 de enero de 2015, The CW anunció la renovación de la serie para una segunda temporada, que fue estrenada el 6 de octubre de 2015. El 11 de marzo de 2016 la serie fue renovada para una tercera temporada, que fue estrenada el 4 de octubre de 2016 El 8 de enero de 2017, la serie fue renovada para una cuarta temporada, que fue estrenada el 10 de octubre de 2017.
El 31 de enero de 2019, The CW renovó el serie para una sexta temporada, que se estrenó el 8 de octubre de 2019. El 7 de enero de 2020, The CW renovó la serie para una séptima temporada, que se estrenó el 2 de marzo de 2021. El 3 de febrero de 2021, la serie fue renovada para una octava temporada, que se estrenó el 16 de noviembre de 2021. El 22 de marzo de 2022, The CW renovó la serie para una novena temporada. El 1 de agosto de 2022, se anunció que la serie finalizaría con la novena temporada, recibiendo una orden de 13 episodios. La novena y última temporada se estrenó el 8 de febrero de 2023.

## Universo compartido

### Arrow
Barry Allen hace su primera aparición en el episodio ocho de la segunda temporada de Arrow, titulado The Scientist, en él se presenta como un científico forense del Departamento de Policía de Ciudad Central, llega a Starling City enviado por sus superiores debido a que hubo un caso similar en su ciudad (referente a un robo ocurrido en extrañas circunstancias), al llegar Allen demuestra afinidad con Felicity Smoak (Emily Bett Rickards), expresando además un enorme interés y fanatismo por el vigilante, sin embargo, Oliver Queen (Stephen Amell) sospecha de él y pide a Diggle (David Ramsey) que lo investigue, descubriendo que en realidad no había sido enviado por nadie, Allen argumenta que él buscaba a un ser que se comportó como un tornado que asesinó a su madre hace años, que en un abrir y cerrar de ojos estaba a 20 calles de él, debido a esto nadie le creyó y su padre fue encarcelado injustamente, desde entonces busca hechos inusuales y considerados imposibles, Oliver perdona a Barry, más tarde este bailó con Felicity en el baile de Navidad, en donde nuevamente demuestra su afinidad con ella, luego Allen dice que es tarde y que debe volver, sin embargo no logra llegar a tiempo y pierde el tren, tras esto recibe un dardo que lo seda despertando en el refugio de Queen y compañía con Felicity pidiéndole que salve a Oliver. En el episodio nueve de la misma temporada, titulado Three Ghosts, Barry se ve obligado a salvar de manera improvisada a Oliver quien en un enfrentamiento con Cyrus Gold (Graham Shiels) fue inyectado con una sustancia letal, luego de que Queen volviera en sí, se molestó con Felicity por revelar su identidad a Allen, e incluso se puso violento con este último, luego de hacer las paces, Arrow va detener a Gold y salvar a Roy Harper (Colton Haynes), mientras Barry se concentra en hacer un antifaz que le prometió a Oliver, uno que no le dificultara la visión a la hora de disparar las flechas, dejándola lista, Allen vuelve a una lluviosa y tormentosa Ciudad Central, mientras llega le informa a Felicity vía teléfono celular que no alcanzó a colarse para ver como hacían andar el polémico acelerador de partículas de S.T.A.R. Labs, cuelga y entra a su laboratorio, observa recortes de periódicos referentes a la muerte de su madre mientras escucha las noticias sobre el acelerador, de un momento a otro informan sobre una falla que no podían detener, la electricidad se corta y Barry se percata de una explosión con una posterior expansión de energía de tono rojo, Allen observa el comportamiento extraño de algunos químicos, de improviso recibe un rayo que lo expulsa lejos quedando inconsciente. En el episodio Blast Radius, se da a conocer que Barry Allen llevaba cinco semanas en coma, consecuencia del accidente y que Felicity estuvo con él esa cantidad de tiempo.

#### Cruce
Marc Guggenheim, guionista y productor de Arrow confirmó que cuando fuera el momento adecuado habría un crossover con The Flash. El mismo anunció el 17 de marzo de 2014 que Caitlin Snow y Cisco Ramón harían aparición en el episodio The Man Under the Hood, correspondiente al 19 de la segunda temporada de Arrow, ambos personajes interpretados por Danielle Panabaker y Carlos Valdés respectivamente. En dicho episodio Caitlin y Cisco viajan a Starling City para hacer el inventario de la filial de S.T.A.R. Labs próxima a cerrar en la mencionada ciudad, mientras estaban ahí son atacados por Deathstroke quien buscaba un centrífuga para poder procesar y distribuir el mirakuru, ambos logran escapar gracias a una poderosa arma, tras esto y luego de ser entrevistados por la policía, se encuentran con Felicity quien menciona que los había conocido en su visita a Ciudad Central cuando fue a ver a Barry al hospital. Más tarde y luego de que Oliver revelara que existía una cura para el mirakuru, Felicity recurre a ellos con una muestra del suero que Queen había robado.
En los episodios 8 de la Primera Temporada de Flash y la Tercera Temporada de Arrow el elenco de estos 2 programas se unen para hacer un Crossover de dos partes, la primera parte fue vista en la serie de Flash con el nombre de "Flash vs. Arrow" el cual fue estrenado el 2 de diciembre de 2014, en este capítulo Oliver, Felicity y Diggle aparecen en Central City investigando al asesino Capitán Búmeran. Emocionado por trabajar junto a su amigo, Barry le pide a Oliver que le ayude a atrapar a Ray Bivolo, el metahumano que está rastreando. La habilidad de Bivolo causa que las personas pierdan control sobre sus emociones y las usa para robar bancos. Cuando Oliver le dice a Barry que aún tiene mucho que aprender, este decide ir por su cuenta para atrapar al metahumano, sin embargo, Bivolo infecta a Barry, causando que este se vea envuelto en un torbellino de rabia y el único que puedo pararlo es Arrow. Por otra parte, Iris se enfurece cuando Eddie intenta conseguir un equipo para detener a Flash; Joe y Harrison concuerdan que Arrow es una mala influencia para Barry, Caitlin y Cisco deben lidiar con un nuevo equipo en S.T.A.R. Labs. Por otra parte en Arrow fue vista la segunda parte con el nombre de The Brave and The Bold, fue estrenado el 3 de diciembre de 2014, en este episodio Barry, Caitlin y Cisco viajan a Starling City para ayudar al equipo Arrow con el caso del asesino del búmeran. Oliver, Diggle y Arsenal rastrean la ubicación del asesino del búmeran llamado Digger Harkness, pero se sorprenden cuando descubren que un equipo de A.R.G.U.S. está involucrado. Diggle cuestiona a Lyla por qué A.R.G.U.S. está involucrado, pero esta se niega a responder hasta que Harkness ataca la base de operaciones, asesinando a varios agentes y poniéndola en la mira. Arrow pide ayuda a Flash cuando Harkness logra escapar y Oliver y Barry deben evitar que llegue a Lyla, pero cuando Digger planta cinco bombas por la ciudad programadas para explotar al mismo tiempo, ambos equipos deben unirse para salvar la ciudad.
Se confirmó en la Comic-Con que estas 2 series harán de nuevo un Crossover en los capítulos 8 de la Segunda Temporada de The Flash y la Cuarta temporada de Arrow que fue visto en diciembre del 2015.

### Vixen
En enero de 2015, The CW anunció que una serie web animada contando la historia del origen del personaje de Vixen estaría debutando en la plataforma CW Seed en el otoño de 2015. Se encuentra en el mismo universo que Arrow y The Flash. La serie de seis partes está ambientada en Detroit, Míchigan. Después que la serie animada fuera anunciada, Marc Guggenheim informó que si es recibida con éxito, daría lugar a una aparición en carne y hueso en Arrow o The Flash, o una serie de acción en vivo.

### DC Legends of Tomorrow
El 11 de enero de 2015, durante la Gira de prensa de invierno de la Television Critics Association, el presidente de The CW Mark Pedowitz, junto a los creadores de Arrow Greg Berlanti, Marc Guggenheim y Andrew Kreisberg, revelaron que se encuentran en "charlas tempranas" y trabajando en "una idea muy general" sobre una posible serie centrada en Atom/Ray Palmer (Brandon Routh). Sin embargo, el 26 de febrero de 2015, se reveló que la cadena está trabajando en un proyecto que contará con varios personajes de ambas series y será protagonizado por Routh, Victor Garber, Wentworth Miller y Caity Lotz; además de contar con tres nuevos superhéroes.
El 17 de marzo de 2015, se dio a conocer que Dominic Purcell se unía al proyecto retomando el personaje de Mick Rory/Heatwave. El 30 de marzo, se informó que Ciara Renée y Arthur Darvill fueron contratados para interpretar a Kendra Saunders/Chica Halcón y Rip Hunter, respectivamente.

## Promoción
El 9 de julio de 2014 se confirmó la realización de un cómic en formato digital llamado The Flash: Season Zero, esté cubrirá lo ocurrido entre el primer y segundo episodio de la serie y será escrito por Andrew Kreisberg, Brooke Eikmeier y Katherine Walczak con ilustraciones de Phil Hester y Eric Gapstur. La historieta fue publicada el 8 de septiembre y una versión en papel salió el 1 de octubre.

## Recepción

### Audiencias
| Temporada | Horario (ET)                                                  | Episodios | Primera emisión         | Primera emisión      | Última emisión      | Última emisión       | Puesto de audiencia | Audiencia promedio (millones) | Puesto demográfico (18–49 años) | Audiencia demográfica promedio (18–49 años) |
| Temporada | Horario (ET)                                                  | Episodios | Fecha                   | Audiencia (millones) | Fecha               | Audiencia (millones) | Puesto de audiencia | Audiencia promedio (millones) | Puesto demográfico (18–49 años) | Audiencia demográfica promedio (18–49 años) |
| --------- | ------------------------------------------------------------- | --------- | ----------------------- | -------------------- | ------------------- | -------------------- | ------------------- | ----------------------------- | ------------------------------- | ------------------------------------------- |
| 1         | martes 8:00 p. m.                                             | 23        | 7 de octubre de 2014    | 4,83                 | 19 de mayo de 2015  | 3,87                 | 118                 | 4,62                          | 90                              | 1,7                                         |
| 2         | martes 8:00 p. m.                                             | 23        | 6 de octubre de 2015    | 3,58                 | 24 de mayo de 2016  | 3,35                 | 112                 | 4,25                          | 69                              | 1,7                                         |
| 3         | martes 8:00 p. m.                                             | 23        | 4 de octubre de 2016    | 3,17                 | 23 de mayo de 2017  | 3,04                 | 120                 | 3,50                          | 78                              | 1,4                                         |
| 4         | martes 8:00 p. m.                                             | 23        | 10 de octubre de 2017   | 2,84                 | 22 de mayo de 2018  | 2,16                 | 151                 | 3,04                          | 108                             | 1,1                                         |
| 5         | martes 8:00 p. m.                                             | 22        | 9 de octubre de 2018    | 2,08                 | 14 de mayo de 2019  | 1,53                 | 153                 | 2,43                          | 102                             | 0,9                                         |
| 6         | martes 8:00 p. m.                                             | 19        | 8 de octubre de 2019    | 1,62                 | 12 de mayo de 2020  | 1,08                 | 113                 | 2,23                          | 90                              | 0,8                                         |
| 7         | martes 8:00 p. m.                                             | 18        | 23 de febrero de 2021   | 1,00                 | 20 de julio de 2021 | 0,70                 | 132                 | 1,58                          | 108                             | 0,5                                         |
| 8         | martes 8:00 p. m. (eps. 1-5) miércoles 8:00 p. m. (eps. 6-20) | 20        | 16 de noviembre de 2021 | 0,75                 | 29 de junio de 2022 | 0,56                 | 122                 | 1,04                          | 111                             | 0,3                                         |
| 9         | miércoles 8:00 p. m.                                          | 13        | 8 de febrero de 2023    | 0,51                 | 24 de mayo de 2023  | 0,46                 | —                   | —                             | —                               | —                                           |

### Reconocimientos
| Año  | Premio                             | Categoría                                                | Nominados                                                                                                   | Resultado | Ref                  |
| ---- | ---------------------------------- | -------------------------------------------------------- | --- | --------- | -------------------- |
| 2014 | Behind the Voice Actors Awards     | Mejor voz femenina en Serie de televisión – Acción/Drama | Morena Baccarin                                                                                             | Nominado  | [ 71 ]               |
| 2014 | TV Guide Award                     | Programa nuevo favorito                                  | The Flash                                                                                                   | Ganador   | [ 72 ]               |
| 2014 | Visual Effects Society             | Mejor efectos visuales                                   | Armen V. Kevorkian, James Baldanzi, Jeremy Jozwick, Andranik Taranyan                                       | Nominado  | [ 73 ]               |
| 2015 | People's Choice Awards             | Nuevo Drama de TV Favorito                               | The Flash                                                                                                   | Ganador   | [ 74 ]               |
| 2015 | Kids' Choice Awards 2015           | Programa de TV Familia Favorito                          | The Flash                                                                                                   | Nominado  | [ 75 ]               |
| 2015 | Kids' Choice Awards 2015           | Actor de TV Favorito                                     | Grant Gustin                                                                                                | Nominado  | [ 75 ]               |
| 2015 | Saturn Awards                      | Mejor serie de superhéroes                               | The Flash                                                                                                   | Ganador   | [ 76 ] [ 77 ]        |
| 2015 | Saturn Awards                      | Mejor actor en televisión                                | Grant Gustin                                                                                                | Nominado  | [ 76 ] [ 77 ]        |
| 2015 | Saturn Awards                      | Mejor actor invitado en televisión                       | Wentworth Miller                                                                                            | Ganador   | [ 76 ] [ 77 ]        |
| 2015 | TCA Awards                         | Mejor programa nuevo                                     | The Flash                                                                                                   | Nominado  | [ 78 ]               |
| 2015 | Teen Choice Awards                 | Mejor Actriz de Ciencia Ficción/Fantasía                 | Danielle Panabaker                                                                                          | Nominada  | [ 79 ]               |
| 2015 | Teen Choice Awards                 | Mejor Villano en una serie de TV                         | Tom Cavanagh                                                                                                | Nominado  | [ 80 ]               |
| 2015 | Teen Choice Awards                 | Estrella de revelación en TV                             | Grant Gustin                                                                                                | Ganador   | [ 80 ]               |
| 2015 | Teen Choice Awards                 | Estrella de revelación en TV                             | Candice Patton                                                                                              | Nominada  | [ 80 ]               |
| 2015 | Teen Choice Awards                 | Mejor química en una serie de TV                         | Grant Gustin y Candice Patton                                                                               | Nominados | [ 80 ]               |
| 2015 | Teen Choice Awards                 | Mejor beso en una serie de TV                            | Grant Gustin y Candice Patton                                                                               | Nominados | [ 80 ]               |
| 2015 | Hugo Award                         | Mejor presentación dramática corta                       | The Flash episodio Pilot                                                                                    | Nominado  | [ 81 ]               |
| 2015 | Emmy Award                         | Mejores efectos especiales en una serie de TV            | The Flash episodio Grodd Lives                                                                              | Nominado  | [ 82 ]               |
| 2016 | Kids Choice Awards                 | Mejor estrella de TV Masculina en un Show Familiar       | Grant Gustin                                                                                                | Nominado  | [ 83 ]               |
| 2016 | Kids Choice Awards                 | Mejor serie de TV Familiar                               | The Flash                                                                                                   | Nominado  | [ 83 ]               |
| 2016 | Leo Awards                         | Mejor Dirección en una Serie Dramática                   | J.J. Makaro episodio Enter Zoom                                                                             | Nominado  | [ 84 ]               |
| 2016 | Leo Awards                         | Mejores Efectos especiales en una serie de TV            | The Flash episodio Gorilla Warfare                                                                          | Ganador   | [ 84 ]               |
| 2016 | Leo Awards                         | Mejor Coordinación en un episodio de serie de TV         | The Flash episodio Legends of Today                                                                         | Nominado  | [ 84 ]               |
| 2016 | Voice of TV Awards                 | Mejor Villano en una Serie de TV                         | Danielle Panabaker como Killer Frost                                                                        | Nominada  | [ 85 ]               |
| 2016 | Voice of TV Awards                 | Momento más WTF de la temporada                          | Última escena del capítulo The Race of His Life                                                             | Nominado  | [ 85 ]               |
| 2016 | Saturn Award                       | Mejor Serie de Superhéroes                               | The Flash                                                                                                   | Ganador   | [ 86 ]               |
| 2016 | Saturn Award                       | Mejor Invitado especial en una Serie de TV               | Victor Garber                                                                                               | Nominado  | [ 86 ]               |
| 2016 | Saturn Award                       | Mejor Actor en una serie de TV                           | Grant Gustin                                                                                                | Nominado  | [ 86 ]               |
| 2016 | Teen Choice Awards                 | Mejor programa de Ciencia Ficción/Fantasía               | The Flash                                                                                                   | Nominado  | [ 87 ]               |
| 2016 | Teen Choice Awards                 | Mejor actriz de Ciencia Ficción/Fantasía                 | Danielle Panabaker                                                                                          | Nominada  | [ 87 ]               |
| 2016 | Teen Choice Awards                 | Mejor actor de Ciencia Ficción/Fantasía                  | Grant Gustin                                                                                                | Ganador   | [ 87 ]               |
| 2016 | Teen Choice Awards                 | Mejor Villano en TV                                      | Teddy Sears como Zoom                                                                                       | Nominado  | [ 87 ]               |
| 2016 | Teen Choice Awards                 | Mejor Química en Serie de TV                             | Grant Gustin y Candice Patton                                                                               | Nominados | [ 87 ]               |
| 2016 | Teen Choice Awards                 | Mejor Beso en Serie de TV                                | Grant Gustin y Candice Patton                                                                               | Nominados | [ 87 ]               |
| 2017 | Teen Choice Awards                 | Mejor Actor de Acción                                    | Grant Gustin                                                                                                | Ganador   | [ 88 ] [ 89 ] [ 90 ] |
| 2017 | Teen Choice Awards                 | Mejor Show de acción                                     | The Flash                                                                                                   | Ganador   | [ 88 ] [ 89 ] [ 90 ] |
| 2017 | Teen Choice Awards                 | Mejor actriz de acción                                   | Danielle Panabeker                                                                                          | Nominada  | [ 88 ] [ 89 ] [ 90 ] |
| 2017 | Teen Choice Awards                 | Mejor actriz de acción                                   | Candice Patton                                                                                              | Nominada  | [ 88 ] [ 89 ] [ 90 ] |
| 2017 | Teen Choice Awards                 | Mejor Villano en TV                                      | Grant Gustin como Savitar                                                                                   | Nominado  | [ 88 ] [ 89 ] [ 90 ] |
| 2018 | Kids' Choice Awards                | Mejor actor                                              | Grant Gustin                                                                                                | Nominado  | [ 91 ]               |
| 2018 | Kids' Choice Awards                | Programa favorito                                        | The Flash                                                                                                   | Nominado  | [ 91 ]               |
| 2018 | Leo Awards                         | Mejor efecto visual                                      | Armen V. Kevorkian, Marc Lougee, James Baldanzi, Andranik Taranyan, Shirak Agresta for "I Know Who You Are" | Ganador   | [ 92 ]               |
| 2018 | MTV Movie & TV Awards              | Mejor Héroe                                              | Grant Gustin                                                                                                | Nominado  | [ 93 ]               |
| 2018 | Saturn Awards                      | Mejor actor invitado en serie                            | Hartley Sawyer                                                                                              | Nominado  | [ 94 ]               |
| 2018 | Saturn Awards                      | Mejor superhéroe en TV                                   | The Flash                                                                                                   | Ganador   | [ 94 ]               |
| 2018 | Saturn Awards                      | Mejor actriz de reparto                                  | Candice Patton                                                                                              | Nominado  | [ 94 ]               |
| 2018 | Teen Choice Awards                 | Mejor actor                                              | Grant Gustin                                                                                                | Nominado  | [ 95 ]               |
| 2018 | Teen Choice Awards                 | Mejor actriz                                             | Danielle Panabaker                                                                                          | Nominado  | [ 95 ]               |
| 2018 | Teen Choice Awards                 | Mejor actriz                                             | Candice Patton                                                                                              | Nominado  | [ 95 ]               |
| 2018 | Teen Choice Awards                 | Mejor programa                                           | The Flash                                                                                                   | Ganador   | [ 95 ]               |
| 2019 | Kids' Choice Awards                | Mejor estrella masculina                                 | Grant Gustin                                                                                                | Nominado  | [ 96 ]               |
| 2019 | Kids' Choice Awards                | Mejor drama favorito                                     | The Flash                                                                                                   | Nominado  | [ 96 ]               |
| 2019 | Leo Awards                         | Mejor actor invitado                                     | Paul McGillion (por "True Colors")                                                                          | Nominado  | [ 97 ]               |
| 2019 | Leo Awards                         | Mejor efectos visuales                                   | Armen V. Kevorkian, Joshua Spivack, Marc Lougee, Shirak Agresta, Andranik Taranyan (for "We Are The Flash") | Ganador   | [ 97 ]               |
| 2019 | BMI Film, TV & Visual Media Awards | BMI Network Television Music Award                       | Nathaniel Blume y Blake Neely                                                                               | Ganador   | [ 98 ]               |
| 2019 | Teen Choice Awards                 | Mejor programa en acción                                 | The Flash                                                                                                   | Nominado  | [ 99 ]               |
| 2019 | Teen Choice Awards                 | Mejor actor                                              | Grant Gustin                                                                                                | Nominado  | [ 99 ]               |
| 2019 | Teen Choice Awards                 | Mejor actriz                                             | Candice Patton                                                                                              | Nominado  | [ 99 ]               |
| 2019 | Teen Choice Awards                 | Mejor actriz                                             | Danielle Panabaker                                                                                          | Nominado  | [ 99 ]               |
| 2019 | Teen Choice Awards                 | Mejor villano                                            | Sarah Carter                                                                                                | Nominado  | [ 99 ]               |
| 2019 | Saturn Awards                      | Mejor serie de Superhero                                 | The Flash                                                                                                   | Nominado  | [ 100 ]              |
| 2019 | Saturn Awards                      | Mejor actor en televisíon                                | Grant Gustin                                                                                                | Nominado  | [ 100 ]              |
| 2019 | Saturn Awards                      | Mejor actriz en televisión                               | Candice Patton                                                                                              | Nominado  | [ 100 ]              |
| 2019 | People's Choice Awards             | Programa de ciencia ficción 2019                         | The Flash                                                                                                   | Nominado  | [ 101 ]              |